# Osmylus
Osmylus – rodzaj sieciarek z rodziny strumycznikowatych (Osmylidae), dla której jest typem nomenklatorycznym.

## Gatunki
- Osmylus cilicicus
- Osmylus elegantissimus
- Osmylus fulvicephalus – strumycznik zwyczajny
- Osmylus multiguttatus

W Europie występuje tylko strumycznik zwyczajny (Osmylus fulvicephalus).